# Galaxy Buds FE
Samsung Galaxy Buds FE（サムスン ギャラクシーバッズエフイー）は、サムスン電子が2023年10月4日に発表したワイヤレスイヤホンである。
日本では2023年10月19日に発売された。

## 主要項目
ウィングチップデザイン

Galaxy Buds FEはGalaxy Buds+以降、3年ぶりに「ウィングチップ」デザインを採択した。また、3サイズのイヤーチップと2サイズのウイングチップがあり、利用者の耳の形に合わせてカスタマイズすることが可能。人間工学的なデザインのため、長時間イヤホンの着用ができる。
ANC（アクティブノイズキャンセリング）

Galaxy Buds FEはウィングチップデザインのGalaxy Budsシリーズの中では初めてANC(Active Noise Cancelling)機能を搭載した。
バッテリー時間

音楽再生時間
- ANCオン:最大６時間 (充電ケース使用で最大21時間)
- ANCオフ:最大8時間30分(充電ケース使用で最大30時間)

通話時間
- ANCオン:最大3時間30分 (充電ケース使用で最大13時間)
- ANCオフ:最大4時間 (充電ケース使用で最大14時間)[6]

マイク

Galaxy Buds FEは総３つのマイク（メインマイク、サブマイク、インナーマイク）が搭載されている。3つのマイクが連携し、クリアな通話が可能。
耐久性

防水: IPX2
(15°以内で傾斜しても垂直に滴下する水に対して保護されている。（防滴Ⅱ）)
コーデック

Galaxy Buds FEが支援するコーデックは３つ

SSC（Samsung Scalable Codec） / AAC / SBC